# 드로이얀 온라인
드로이얀 온라인(Droiyan Online)은 엠게임과 KRG 소프트에서 제작한 SF 판타지 대규모 다중 사용자 온라인 롤플레잉 게임이다. 패키지 게임 '드로이얀 2'를 모태로 하여 만들어진 게임이며, 2002년 4월부터 정식 서비스를 시작. 엠게임에서 서비스 되고 있다. 현재 서비스 지역은 한국, 중국 등지이다.
드로이얀 온라인의 배경이 되는 '룬 케네스' 항성계는 우주 공간으로, 그에 따라 게임내 등장인물들이 사용하는 무기도 광선검, 광선총 같은 SF 세계관에서나 나옴직하는 것들이다.